# San Luis, Jesús Carranza
San Luis är en ort i Mexiko.   Den ligger i kommunen Jesús Carranza och delstaten Veracruz, i den sydöstra delen av landet, 500 km öster om huvudstaden Mexico City. San Luis ligger 40 meter över havet och antalet invånare är 166.
Terrängen runt San Luis är platt. Runt San Luis är det ganska glesbefolkat, med 29 invånare per kvadratkilometer. Närmaste större samhälle är Licenciado Gabriel Ramos Millán, 8,5 km norr om San Luis. Omgivningarna runt San Luis är en mosaik av jordbruksmark och naturlig växtlighet.